# T'boli
T'boli é um município de  primeira classe de renda municipal (d) na província Cotabato do Sul, nas Filipinas. De acordo com o censo de 1 de maio  de  2020 possui uma população de 101 049 pessoas e 23 993 domicílios.